# Eutima japonica
Eutima japonica is een hydroïdpoliep uit de familie Eirenidae. De poliep komt uit het geslacht Eutima. Eutima japonica werd in 1925 voor het eerst wetenschappelijk beschreven door Uchida. 